# Il medico di Saragozza
Il medico di Saragozza (The Last Jew) è un romanzo storico di Noah Gordon, pubblicato nel 2000.
Oltre che in italiano, il libro è stato tradotto in catalano, portoghese, tedesco, ungherese, danese, neogreco, francese, spagnolo, rumeno, turco, polacco, ceco e giapponese.

## Trama
Jonah Toledano, un ragazzo a cui viene strappata l'infanzia dalla persecuzione dell'inquisizione. Siamo infatti nella Spagna del quindicesimo secolo, periodo in cui l'inquisizione compie il suo lavoro in modo spietato e preciso. Gli ebrei non hanno scampo: o si convertono o scappano. Jonah con il fratellino e il padre progetta la fuga, dopo che il fratello maggiore è stato ucciso in un agguato per rubargli un lavoro del padre, abile lavoratore di argento e ferro. Quando tutto è pronto però la loro casa viene assaltata e l'unico superstite è lui; il padre si è sacrificato per proteggerlo mentre lui si nascondeva in una caverna e rimaneva nascosto lì per giorni. Ormai è solo al mondo, il fratellino era a casa di amici e vista la situazione viene portato in salvo dagli zii, non si saprà nulla del loro destino. La storia prosegue seguendo la vita di questo giovane, solo e determinato a conservare la sua identità e la sua religione, piano piano la sua vita prende forma, impara diversi mestieri fino a che approda a Saragozza e lì viene istruito alla professione di medica.

## Edizioni in italiano
- Noah Gordon, Il medico di Saragozza, traduzione di Giorgio Bizzi, Milano, Rizzoli, 2000.
- Noah Gordon, Il medico di Saragozza, traduzione di Giorgio Bizzi, Superpocket, Milano, Rizzoli, 2002.
- Noah Gordon, Il medico di Saragozza, traduzione di Giorgio Bizzi, BUR Superbur, Milano, Rizzoli, 25 settembre 2002; maggio 2021, ISBN 9788817117555.